# Viber
Viber (čti [vajbr]), také Rakuten Viber, je program (softwarová aplikace) a služba umožňující okamžité zasílání zpráv (anglicky instant messaging; IM) a přenos digitalizovaného hlasu a obrazu přes pakety Internet Protokolu (anglicky voice over Internet Protocol; VoIP). Komunikace je chráněna koncovým šifrováním (anglicky end-to-end encryption; E2EE). Udržován je společností Rakuten a je multiplatformní – běží na více počítačových platformách – a to Android, iOS (zařízení iPhone a IPad), Microsoft Windows, macOS, a Linux. Program je freeware – distribuován je bezplatně.
Uživatelé se registrují a identifikují prostřednictvím mobilního telefonního čísla. Služba je dostupná také pro stolní počítače (desktopové platformy) bez potřeby mobilního připojení.
Kromě zasílání okamžitých zpráv (IM) umožňuje uživatelům i hlasová volání, video hovory, posílání hlasových zpráv, obrázků, videí, a poskytuje také placenou službu Viber Out – pro mezinárodní volání na pevné linky a mobilní telefony.
Program byl vyvinut kyperskou společností Viber Media Ltd v roce 2010. V březnu 2014 ji koupila japonská nadnárodní společnost Rakuten, se sídlem v Tokiu. Ta zakoupenou společnost Viber v roce 2017 přejmenovala na Rakuten Viber. Rakuten Viber sídlí v Lucembursku a pobočky má v Singapuru, Manile, Minsku, Kyjevě, Sofii, Moskvě, Londýně, San Franciscu, Paříži, Tel Avivu a Tokiu.
Uživatel spustí Viber v průměru 16krát denně a každou hodinu uživatelé vykonají více než 70 milionů akcí. V březnu 2020 bylo po celém světě téměř 1,17 miliardy registrovaných uživatelů.